# Sílvia Solerová Espinosová
Sílvia Solerová Espinosová (* 19. listopadu 1987, Elche) je bývalá španělská profesionální tenistka. Ve své kariéře na okruhu WTA Tour vyhrála jeden turnaj ve čtyřhře. V rámci okruhu ITF získala pět titulů ve dvouhře.
Na žebříčku WTA byla nejvýše ve dvouhře klasifikována v květnu 2012 na  54. místě a ve čtyřhře pak v dubnu 2014 na 39. místě.

## Finálové účasti na okruhu WTA
| Legenda                      |
| ---------------------------- |
| D – dvouhra; Č – čtyřhra     |
| Grand Slam (0–0)             |
| Turnaj mistryň (0–0)         |
| Premier Mandatory (0–0)      |
| Premier 5 (0–0)              |
| Premier (1–0 Č)              |
| International (0–2 D; 0–1 Č) |

### Dvouhra: 2 (0–2)
| Stav       | č. | datum           | turnaj             | povrch | soupeřka ve finále | výsledek      |
| ---------- | -- | --------------- | ------------------ | ------ | ------------------ | ------------- |
| Finalistka | 1. | 24. května 2014 | Štrasburk, Francie | antuka | Monica Puigová     | 4–6, 3–6      |
| Finalistka | 2. | 17. dubna 2016  | Bogotá, Kolumbie   | antuka | Irina Falconiová   | 2–6, 6–2, 4–6 |

### Čtyřhra: 2 (1–1)
| Stav       | č. | datum          | turnaj                   | povrch | spoluhráčka            | soupeřky ve finále                                | výsledek              |
| ---------- | -- | -------------- | ------------------------ | ------ | ---------------------- | ------------------------------------------------- | --------------------- |
| Finalistka | 1. | 28. února 2014 | Florianopolis, Brazílie  | tvrdý  | Francesca Schiavoneová | Anabel Medinaová Garriguesová Jaroslava Švedovová | 6–7(1–7), 6–2, [3–10] |
| Vítězka    | 1. | 23. srpna 2014 | New Haven, Spojené státy | tvrdý  | Andreja Klepačová      | Marina Erakovicová Arantxa Parraová Santonjaová   | 7–5, 4–6, [10–7]      |

## Vítězství na turnajích okruhu ITF
| $100,000 tournaments |
| $75,000 tournaments  |
| $50,000 tournaments  |
| $25,000 tournaments  |
| $10,000 tournaments  |

### Dvouhra (3)
| Č. | Datum              | Turnaj         | Povrch | Finalistka        | Výsledek |
| -- | ------------------ | -------------- | ------ | ----------------- | -------- |
| 1. | 25. listopadu 2007 | Beloura-Sintra | antuka | Romana Janshenová | 7–6, 7–6 |
| 2. | 27. září 2009      | Madrid         | tvrdý  | Iryna Burjačoková | 6–3, 6–4 |
| 3. | 27. června 2010    | Getxo          | antuka | Sarah Gronertová  | 6–2, 6–1 |

## Postavení na žebříčku WTA na konci sezóny

### Dvouhra
| Rok    | 2003 | 2004   | 2005   | 2006   | 2007   | 2008   | 2009   |
| Pořadí | 958. | ▲ 689. | ▲ 484. | ▲ 428. | ▲ 309. | ▲ 187. | ▲ 183. |

### Čtyřhra
| Rok    | 2006 | 2007   | 2008   | 2009   |
| Pořadí | 288. | ▼ 429. | ▲ 381. | ▲ 321. |